# سن-مودست، کبک
سن-مودست (به فرانسوی: Saint-Modeste) شهری در منطقه شهری ریوییر-دو-لو ناحیه با-سن-لوران در استان کبک کانادا است. در سرشماری سال ۲۰۱۱ این شهر ۸۹۸ نفر جمعیت داشته‌است و مساحت آن ۱۰۷٫۹۱ کیلومتر مربع است.